# فرودگاه ونداور
فرودگاه ونداور  (به انگلیسی: Wendover Airport) یک فرودگاه همگانی با کد یاتا ENV است که یک باند فرود آسفالت دارد و طول باند آن ۲۴۳۸ متر است. این فرودگاه در کشور ایالات متحده آمریکا قرار دارد و در ارتفاع ۱۲۹۱٫۴ متری از سطح دریا واقع شده است.

## شرکت‌های هواپیمایی و مقصدهای پروازی
Currently, there is no scheduled airline service to Wendover. However, Sun Country Airlines and الیجنت ایر offer charter flights to various cities across the United States and Canada from Wendover using بوئینگ ۷۳۷ نسل بعدی and مک‌دانل داگلاس ام‌دی-۸۰ aircraft, respectively, as part of a package deal to bring tourists to local casinos. On average, the airport sees one charter flight per day.

### مسافری
| شرکت‌های هواپیمایی    | مقصدهای پروازی       |
| -------------------- | -------------------- |
| Sun Country Airlines | charter destinations |
| Xtra Airways         | charter destinations |